# Giovanni Cesare Pagazzi
Giovanni Cesare Pagazzi, né le 28 juin 1965 à Crema, en Lombardie, est un archevêque catholique italien, archiviste et bibliothécaire de la Sainte Église Romaine depuis le 28 mars 2025. Le 9 mai 2025, le pape Léon XIV le confirme dans cette charge.

## Biographie
Né à Crema le 8 juin 1965, il étudie depuis 1983 la philosophie et la théologie catholique dans les séminaires de Crema et de Lodi.
Le 23 juin 1990, il est ordonné prêtre du diocèse de Lodi. En 1994, il obtient sa licence et en 1996 son doctorat en théologie à l'Université pontificale grégorienne avec une thèse intitulée "L'unicité de Jésus comme critère d'unité et de différence dans l'Église" sous la direction du jésuite Ángel Antón.
De 2013 à 2014, il est professeur invité à l’Université pontificale grégorienne.
Le 29 octobre 2021, le pape François le nomme consultant auprès de la Congrégation pour la doctrine de la foi. Le 26 septembre 2022, le pape François le nomme secrétaire du Dicastère de la culture et de l'éducation.
Le 30 novembre 2023, le pape François le nomme archevêque titulaire de Belcastro,,. Il sera consacré le 10 février suivant dans la cathédrale de Lodi  par le cardinal José Tolentino de Mendonça et co-consacré par les évêques Maurizio Malvestiti et Paul Tighe (en)
Le 28 mars 2025, le pape François le nomme archiviste et bibliothécaire de la sainte Église romaine.

### Rang ecclésiastique
- : prêtre de l'Église catholique - 23 juin 1990

## Œuvres
- (it) Giovanni Cesare Pagazzi, La singolarità di Gesù come criterio di unità e differenza nella Chiesa, Milano, Glossa, 1997, 222 p. (ISBN 978-8871050652).
- (it) Giovanni Cesare Pagazzi, Il polso della verità. Memoria e dimenticanza per dire Gesù, Assisi, Cittadella, 2006, 136 p. (ISBN 978-8830808386).
- (it) Giovanni Cesare Pagazzi, Il prete oggi. Tracce di spiritualità, Bologna, EDB, 2010, 88 p. (ISBN 978-8810512036).
- (it) Giovanni Cesare Pagazzi, Sentirsi a casa. Abitare il mondo da figli, Bologna, EDB, 2010, 128 p. (ISBN 978-8810405963).
- (it) Giovanni Cesare Pagazzi, C'è posto per tutti. Legami fraterni, paura, fede, Milano, Vita e Pensiero, 2013, 136 p. (ISBN 978-8834325162).
- (it) Giovanni Cesare Pagazzi, Fatte a mano. L'affetto di Cristo per le cose, Bologna, EDB, 2013, 128 p. (ISBN 978-8810408377).
- (it) Giovanni Cesare Pagazzi, La cucina del Risorto. Gesù «cuoco» per l'umanità affamata, Bologna, EMI, 2014, 64 p. (ISBN 978-8830722149).
- (it) Giovanni Cesare Pagazzi, In principio era il legame. Sensi e bisogni per dire Gesù, Assisi, Cittadella, 2015, 168 p. (ISBN 978-8830807785).
- (it) Giovanni Cesare Pagazzi, Questo è il mio corpo. La grazia del Signore Gesù, Bologna, EDB, 2016, 136 p. (ISBN 978-8810412190).
- (it) Giovanni Cesare Pagazzi, Gesù mio perdona le nostre colpe..., Milano, Glossa, 2016, 48 p. (ISBN 978-8871053677).
- (it) Giovanni Cesare Pagazzi, Matteo Crimella et Stefano Romanello, Extra ironiam nulla salus. Studi in onore di Roberto Vignolo in occasione del suo LXX compleanno, Milano, Glossa, 2016, 690 p. (ISBN 978-8871053769).
- (it) Giovanni Cesare Pagazzi, Il garbo del vincitore, Milano, Paoline Editoriale Libri, 2018, 80 p. (ISBN 978-8831549592).
- (it) Giovanni Cesare Pagazzi, La carne, Cinisello Balsamo, San Paolo Edizioni, 2018, 96 p. (ISBN 978-8892213999).
- (it) Giovanni Cesare Pagazzi, Tua è la potenza. Fidarsi della forza di Cristo, Cinisello Balsamo, San Paolo Edizioni, 2019, 160 p. (ISBN 978-8892220478).
- (it) Giovanni Cesare Pagazzi et Carla Canullo, Madri, Bologna, EDB, 2020, 88 p. (ISBN 978-8810572023).
- (it) Giovanni Cesare Pagazzi, In pace mi corico. Il sonno e la fede, Cinisello Balsamo, San Paolo Edizioni, 2021, 176 p. (ISBN 978-8892226562).
- (it) Giovanni Cesare Pagazzi et Franco Manzi, Il pastore dell'essere. Fenomenologia dello sguardo del Figlio, Assisi, Cittadella, 2021, 168 p. (ISBN 978-8830807297).

## Illustrations

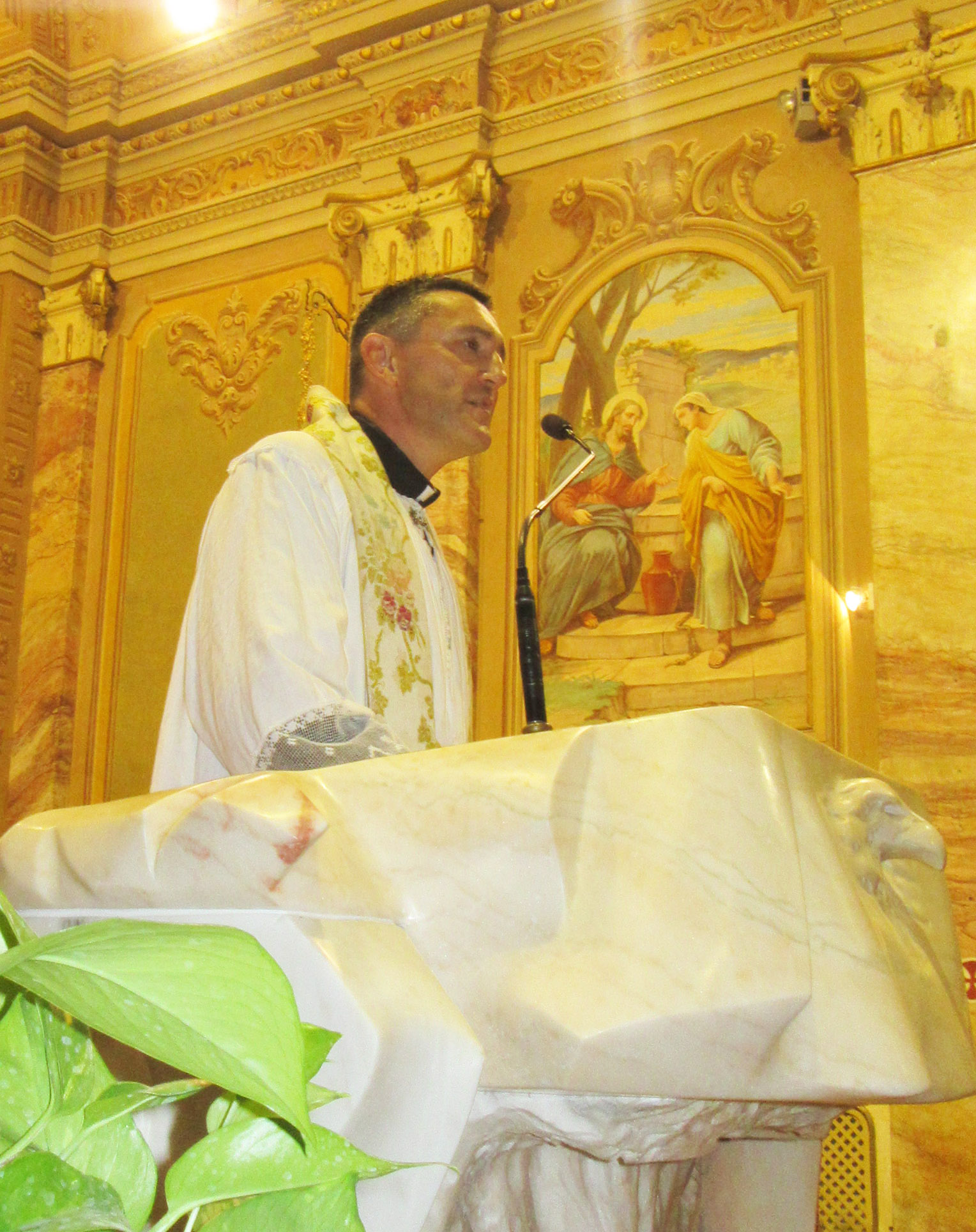
Giovanni Pagazzi, durant un sermon le 26 octobre 2018, à l'église de Caselle Landi
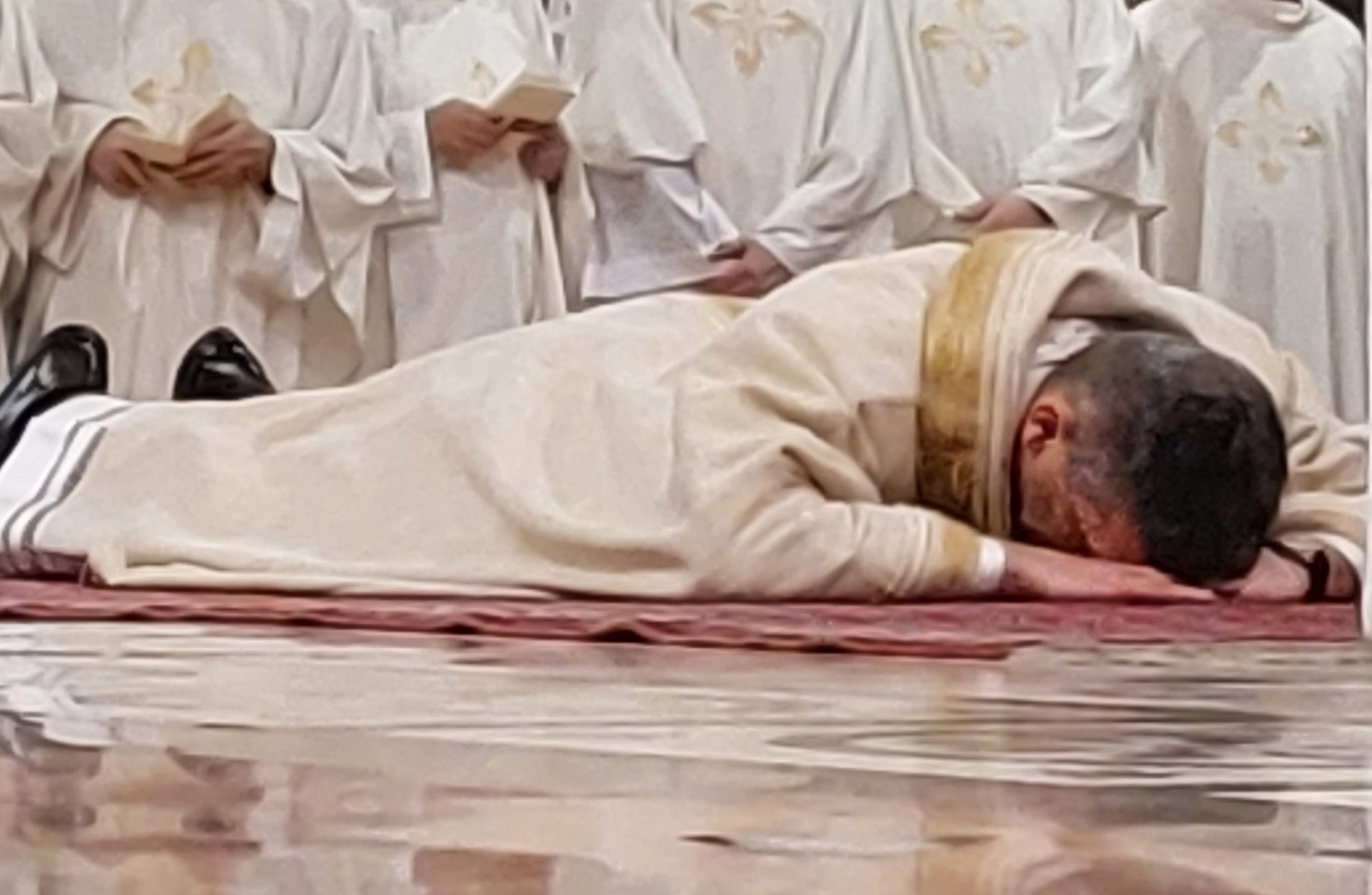
Père Cesare durant son ordination épiscopale, le 10 février 2024.